# Sheraton Centre Toronto Hotel
Das Sheraton Centre Toronto Hotel ist ein 43-stöckiges Hotelgebäude in Toronto, Ontario, Kanada. Das Gebäude wurde 1972 eröffnet und war damals das zweitgrößte Hotel in Toronto nach dem Fairmont Royal York Hotel. Das Hotel verfügt über vier Diamanten und wird von Sheraton Hotels & Resorts betrieben. Das Gebäude verfügt über 1100 Zimmer.